# Актаюж
Актаюж — село в Килемарском районе республики Марий Эл Российской Федерации. Входит в состав Широкундышского сельского поселения.
Численность населения — 231 чел. (2010 год).

## География
Село Актаюж расположено в центральной части Килемарского района, в лесной зоне на левом берегу реки Большой Кундыш, между устьями её притоков Южовка и Илюшкино. Село расположено на автомобильной дороге регионального значения 88К-006 Красный Мост — Килемары — Шаранга, в 10 км на юго-восток от центра сельского поселения — деревни Широкундыш, в 16 км на юго-восток от административного центра Килемарского района — пгт Килемары.

## История
Впервые поселение упоминается в 1774 году как деревня Южа в 55 дворов.
В 1900—1905 годах в Актаюже был построен деревянная церковь с престолом во имя Николая Чудотворца. К церкви были приписаны кладбищенские часовни в деревнях Широкундыш, Шаптунга и Куплонга. В 1937 году церковь была закрыта, здание церкви было переоборудовано под нужды колхоза. Иконы, книги и прочая церковная утварь были вывезены в Республиканский краеведческий музей.
В 1934 году в селе была создана сельхозартель (затем — колхоз) «Актаюж». В 1948 году колхоз «Актаюж» был укрупнён и вошёл в состав хозяйства имени Жданова, позже переименованного в колхоз «Пробуждение».
В 1990—1991 годах восстановлено богослужение в Никольском храме.

## Население
| 2010 |
| ---- |
| 231  |

На 1 января 2014 года по оценке администрации сельского поселения в Актаюже 247 жителей, проживающих в 84 домах.

## Современное положение
В селе работают Фельдшерско-акушерский пункт, магазин. Школы нет, дети посещают Килемарскую среднюю школу. Имеется пилорама.
Жилищный фонд в 2011 году представлен 64 индивидуальными жилыми домами усадебного типа и одним двухквартирным домом. Дома не обеспечены централизованным водоснабжением. Централизованное водоотведение отсутствует. Село не газифицировано, газ поставляется в баллонах.
Церковь святителя Николая Чудотворца, расположенная в селе, является объектом культурного наследия.